# David Valcin
David Valcin (Staten Island, 11 settembre 1964) è un attore statunitense.

## Biografia
David Valcin è nato a Staten Island, isola della città di New York.
Ha acquisito notorietà nelle serie televisive interpretando il ruolo di Anthony Marconi (Scarface) in Person of Interest e per il ruolo di Edward "Eddie" Fairbanks in Due gemelle e una tata.
Attualmente vive a Manhattan, borough di New York.

## Filmografia parziale

### Cinema
- Capodanno a New York (New Year's Eve), regia di Garry Marshall (2011)

### Televisione
- Quando si ama (Loving) – soap opera (1995)
- Just Shoot Me! – serie TV (1997)
- Law & Order - I due volti della giustizia (Law & Order) - serie TV, episodi 9x02-15x16 (1998-2005)
- Due gemelle e una tata (Two of a Kind) – serie TV (1998-1999)
- The Practice - Professione avvocati (The Practice) – serie TV (1999)
- Ancora una volta (Once and Again) – serie TV (2001)
- The Guardian – serie TV (2001)
- Law & Order: Criminal Intent – serie TV (2004)
- Rescue Me – serie TV (2004)
- Squadra emergenza (Third Watch) – serie TV (2005)
- Detective Monk (Monk) – serie TV, episodio 4x03 (2005)
- Numb3rs – serie TV (2008)
- The Good Wife – serie TV (2010)
- The Mysteries of Laura – serie TV (2014)
- Elementary – serie TV (2015)
- Person of Interest – serie TV, 11 episodi (2011-2014)

## Doppiatori italiani
Nelle versioni in italiano delle opere in cui ha recitato, David Valcin è stato doppiato da:
- Davide Marzi in Detective Monk, The Good Wife
- Gianluca Iacono in Law & Order: Criminal Intent
- Nicola Braile in Person of Interest